# Hitsujibungaku
Hitsujibungaku (羊文学) ist eine 2011 gegründete japanische Alternative-Rock-Band aus Tokio.

## Geschichte
Hitsujibungaku wurde im Jahr 2011 als Coverband von der Sängerin und Gitarristin Moeka Shiotsuka gegründet, die zu diesem Zeitpunkt 15 Jahre alt war und das erste Jahr der Oberschule besuchte.
In den Jahren 2015 und 2016 stießen mit Yurika Kasai und Hiroa Fukuda eine Bassistin und ein Schlagzeuger zu Shiotsuka, nachdem die Gruppe mehrere Besetzungswechsel zu verkraften hatte. Zwischen 2013 und 2016 veröffentlichte die Gruppe, teilweise noch als Quintett aktiv, vier Demo-EPs im Eigenverlag.
Nach einer Unterschrift beim Musiklabel Space Shower Records erschien im Oktober des Jahres 2017 die EP Ton’neru o nuketara. Auch das 2018 herausgegebene Debütalbum To the Youth, welches der Gruppe ihre erste Chartplatzierung in den Oricon-Albumcharts bescherte, sowie die drei EPs Orenji chokorēto hausu made no michinori, Kirameki und Zawameki, die zwischen 2018 und 2020 veröffentlicht wurden, erschienen bei Space Shower Records. Es folgte ein Labelwechsel zu F.L.C.S., einem Sublabel von Sony Music Entertainment Japan im August des Jahres 2020. Im Dezember gleichen Jahres erfolgte die Veröffentlichung des Major-Debütalbums Powers. Das Album erhielt eine Auszeichnung bei den CD Shop Awards. Im Folgejahr erschien die EP You Love, die das Lied Mayoiga enthält, welches als Titellied des Anime-Films The House of the Lost on the Cape fungiert. Zudem veröffentlichte die Band das Lied Hikaru Toki, dass in der Vorspannsequenz der Animeserie The Heike Story zu hören ist.
Im April 2022 erschien das Top-Ten-Album Our Hope, welches bei den CD Shop Awards den Hauptpreis in der Kategorie Blau für das beste Album eines aufstrebenden Künstlers gewann. Auch erhielt die Gruppe eine Nominierung als bester Alternative Act bei den Space Shower Music Awards. Im September des Jahres 2023 veröffentlichte das Trio die Single More Than Words, welches im Abspann des zweiten Teils der zweiten Staffel des Anime Jujutsu Kaisen zu hören ist. Es ist die erste Singleveröffentlichung der Band, die eine Chartplatzierung in den offiziellen Oricon-Singlecharts erreichen konnte. Zwischenzeitlich wurde das Lied von der Recording Industry Association of Japan mit Platin im Musikstreaming-Segment ausgezeichnet. Im Dezember gleichen Jahres folgte die Herausgabe des vierten Studioalbums 12 Hugs (Like Butterflies).
Die Gruppe spielte im März und April 2024 ihre ersten Konzerte außerhalb Japans. Zudem kündigte die Gruppe weitere internationale Konzerte für den Juli gleichen Jahres an. Im Mai 2024 kündigte Schlagzeuger Fukuda an, vorübergehend seine Rolle in der Band auszusetzen, um seinen gesundheitlichen Zustand zu verbessern. Mit dem Lied Burning ist die Gruppe in der Abspannsequenz zur zweiten Staffel der Animeserie Oshi no Ko zu hören. Zudem coverte die Gruppe anlässlich zum nationalen Tag des Schafes mit Life’s a Treat das Titellied zur Kinderserie Shaun, das Schaf. Am 14. Dezember 2024 spielte die Gruppe ihr erstes Konzert in den Vereinigten Staaten, das in Honolulu auf Hawaii stattfand. Zwischen dem 10. und 16. April 2025 spielte die Band vier Konzerte entlang der US-amerikanischen Westküste, bei denen der kanadische Popsänger Jonathan Roy im Vorprogramm zu sehen war. Für September und Oktober 2025 ist eine Ostasientournee mit Konzerten in Südkorea, der Volksrepublik China, auf Taiwan und Thailand geplant. Der Tourabschluss findet im Rahmen zweier Konzerte im Budōkan statt.

## Bandname
Der Name der Band, Hitsujibungaku, bedeutet auf Deutsch etwa Schafsliteratur und entsprang einer Mittelschulfantasie Shiotsukas.

## Stil
Musikalisch ist die Gruppe im Alternative Rock zu verorten. Auch sind Einflüsse aus dem Shoegazing in der Musik des Trios zu finden. In einem Interview mit JX Soo vom englischsprachigen Musikmagazin New Musical Express zählte Sängerin Moeka Shiotsuka Gruppen wie die Smashing Pumpkins, Yuck sowie The xx und James Blake als ihre musikalischen Einflüssen.

## Diskografie

### Studioalben
| Jahr | Titel Musiklabel                                                           | Höchstplatzierung, Gesamtwochen, AuszeichnungChartsChartplatzierungen (Jahr, Titel, Musiklabel, Platzierungen, Wochen, Auszeichnungen, Anmerkungen) | Anmerkungen                            |
| Jahr | Titel Musiklabel                                                           | JP | Anmerkungen                            |
| ---- | -------------------------------------------------------------------------- | --- | -------------------------------------- |
| 2018 | To the Youth Originaltitel: 若者たちへ Wakamono-tachi e Space Shower Music | JP129 aJP | Erstveröffentlichung: 25. Juli 2018    |
| 2020 | Powers Kioon Music                                                         | JP32 (9 Wo.)JP | Erstveröffentlichung: 9. Dezember 2020 |
| 2022 | Our Hope Kioon Music                                                       | JP5 (20 Wo.)JP | Erstveröffentlichung: 20. April 2022   |
| 2023 | 12 Hugs (Like Butterflies) Kioon Music                                     | JP10 (40 Wo.)JP | Erstveröffentlichung: 6. Dezember 2023 |

### Demo-CDs/EPs
| Jahr                           | Titel Musiklabel                                              | Höchstplatzierung, Gesamtwochen, AuszeichnungChartsChartplatzierungen (Jahr, Titel, Musiklabel, Platzierungen, Wochen, Auszeichnungen, Anmerkungen) | Anmerkungen                              |
| Jahr                           | Titel Musiklabel                                              | JP | Anmerkungen                              |
| ------------------------------ | ------------------------------------------------------------- | --- | ---------------------------------------- |
| Independent-Veröffentlichungen |                                                               | |                                          |
|                                |                                                               | |                                          |
| 2013                           | Demo Selbstverlag                                             | — | Erstveröffentlichung: 22. März 2013      |
| 2013                           | Fanfare Selbstverlag                                          | — | Erstveröffentlichung: 29. August 2013    |
| 2015                           | Birth EP Selbstverlag                                         | — | Erstveröffentlichung: 22. Dezember 2015  |
| 2016                           | Blue EP Selbstverlag                                          | — | Erstveröffentlichung: 26. September 2016 |
| Professionelle EPs             |                                                               | |                                          |
|                                |                                                               | |                                          |
| 2017                           | Ton’neru o nuketara Space Shower Records                      | — | Erstveröffentlichung: 4. Oktober 2017    |
| 2018                           | Orenji chokorēto hausu made no michinori Space Shower Records | — | Erstveröffentlichung: 7. Februar 2018    |
| 2019                           | Kirameki Space Shower Records                                 | — | Erstveröffentlichung: 3. Juli 2019       |
| 2020                           | Zawameki Space Shower Records                                 | — | Erstveröffentlichung: 5. Februar 2020    |
| 2021                           | You Love Kioon Music                                          | JP42 (3 Wo.)JP | Erstveröffentlichung: 25. August 2021    |

### Singles
| Jahr | Titel Album       | Höchstplatzierung, Gesamtwochen, AuszeichnungChartsChartplatzierungen (Jahr, Titel, Album, Platzierungen, Wochen, Auszeichnungen, Anmerkungen) | Anmerkungen                             |
| Jahr | Titel Album       | JP | Anmerkungen                             |
| ---- | ----------------- | --- | --------------------------------------- |
| 2018 | 1999 –            | JP— Gold (Streaming)JP | Erstveröffentlichung: 15. Dezember 2018 |
| 2023 | More Than Words – | JP15 Platin (Streaming) · (20 Wo.)JP | Erstveröffentlichung: 2. Oktober 2023   |
| 2024 | Burning –         | JP35 (6 Wo.)JP | Erstveröffentlichung: 28. August 2024   |
| 2025 | Koe –             | — | Erstveröffentlichung: 20. Januar 2025   |
| 2025 | Future Map 2025 – | — | Erstveröffentlichung: 28. März 2025     |

## Auszeichnungen und Nominierungen
| Jahr | Auszeichnung                 | Kategorie                        | für             | Resultat  | Quellen |
| ---- | ---------------------------- | -------------------------------- | --------------- | --------- | ------- |
| 2021 | CD Shop Awards               | Finalist Award                   | Powers          | Gewonnen  | [ 5 ]   |
| 2022 | Space Shower Music Awards    | Best Alternative Act             | Hitsujibungaku  | Nominiert | [ 9 ]   |
| 2023 | CD Shop Awards               | Grand Prix – Blau                | Our Hope        | Gewonnen  | [ 8 ]   |
| 2025 | Anime Trending Awards        | Ending Theme Song of the Year    | Burning         | Gewonnen  | [ 23 ]  |
| 2025 | Crunchyroll Anime Awards     | Bester musikalischer Abspann     | Burning         | Nominiert | [ 24 ]  |
| 2025 | MTV Video Music Awards Japan | Best Rock Video                  | Burning         | Gewonnen  | [ 25 ]  |
| 2025 | Reiwa 6 Anime Song Awards    | Artist Song Award                | Burning         | Nominiert | [ 26 ]  |
| 2025 | Music Awards Japan           | Best Japanese Alternative Artist | Hitsujibungaku  | Gewonnen  | [ 27 ]  |
| 2025 | Music Awards Japan           | Best Japanese Alternative Song   | Burning         | Nominiert | [ 27 ]  |
| 2025 | Music Awards Japan           | Best Japanese Alternative Song   | more than words | Gewonnen  | [ 27 ]  |
| 2025 | Music Awards Japan           | Special Award: Radio             | more than words | Nominiert | [ 27 ]  |